# Фонтене-де-Боссери
Фонтене́-де-Боссери́ (фр. Fontenay-de-Bossery) — коммуна во Франции, находится в регионе Шампань — Арденны. Департамент — Об. Входит в состав кантона Ножан-сюр-Сен. Округ коммуны — Ножан-сюр-Сен.
Код INSEE коммуны — 10154.
Коммуна расположена приблизительно в 95 км к юго-востоку от Парижа, в 90 км юго-западнее Шалон-ан-Шампани, в 50 км к западу от Труа.

## Население
Население коммуны на 2008 год составляло 81 человек.
| 1962 | 1968 | 1975 | 1982 | 1990 | 1999 | 2008 |
| ---- | ---- | ---- | ---- | ---- | ---- | ---- |
| 85   | 88   | 77   | 75   | 81   | 78   | 81   |

## Экономика
В 2007 году среди 60 человек в трудоспособном возрасте (15—64 лет) 49 были экономически активными, 11 — неактивными (показатель активности — 81,7 %, в 1999 году было 81,1 %). Из 49 активных работали 49 человек (26 мужчин и 23 женщины), безработных не было. Среди 11 неактивных 7 человек были учениками или студентами, 4 — пенсионерами, 0 были неактивными по другим причинам.